# La lección de pintura (película)
La lección de pintura es una película chilena coproducida entre España, México y Chile, dirigida y escrita por Pablo Perelman, estrenada mundialmente el 25 de marzo de 2011 en Festival de Cine de Guadalajara. En Chile, fue estrenada el 23 de octubre de 2011 en el Festival de Cine de Valdivia. El filme es basado en la novela homónima de Adolfo Couve.

## Argumento
La película está situada en el chile de los años sesenta y cuenta la historia de un niño campesino, hijo de madre adolescente y soltera, que demuestra un talento prodigioso para la pintura. Su descubridor, el dueño de una droguería ubicada en las afueras de una pequeña ciudad de provincia, junto a la línea del tren, es pintor aficionado. Intentara hacer del pequeño un artista como los que aparecen en sus libros de pintura. Narrada desde la memoria del boticario ya anciano, se despliega la corta existencia de quien pudo ser un genio mayor de la pintura si no hubiese desaparecido, a los trece años de edad, junto con casi toda su obra, un 11 de septiembre de 1973, día del golpe militar

## Elenco
- Verónica Sánchez es Elvira.
- Daniel Giménez Cacho es Aguiar.
- Juan José Susacasa es Augusto.
- Catalina Saavedra
- Teresa Fernández
- Edgardo Bruna es Bechard.
- Carmina Riego es la dama de llaves.
- Teresa Hales
- Roxana Campos es Flavia.
- Carmen Gloria Bresky es Blanca.
- Juan Quezada
- Luz Jiménez es Clara.

## Recepción
Estrenada en el Festival de Cine de Guadalajara, recibió buenas críticas, donde la calificaron de «hermosa, comprometida y tierna» y como «una de las más elaboradas historias del cine chileno actual». En el Festival de Cine de Gramado en Brasil, recibió el premio a la Mejor Película por parte de los estudiantes de cine. En la India, el largometraje se presentó en la XVI Versión Festival Internacional de Cine de Kerala (IFFK), donde obtuvo el Premio del Público. En el país participó de la muestra del Festival Internacional de Cine de Valdivia y en el Festival de Cine de Viña del Mar. En la India, agotó sus funciones y quedaron cientos de personas afuera de la sala. «Nunca pensé que en un país como India iba a pasar algo así. Y menos ganar el Premio del Público, me quería nacionalizar indio», declaró Perelman.
«Estoy muy contento con la película», declaró Perelman. «Reconciliado con el proceso, a pesar de que fue durísimo. Pero es primera vez que me pasa, que cuando empecé a mostrarla, me llevé una tremenda sorpresa. Que la reacción de la gente fue sorprendente. Yo tengo tendencia a ser muy autocrítico, no puedo negar que estaba nervioso. Pero la película funciona muy bien con el público».

## Premios
| Premio                                   | Categoría          | Receptor        | Resultado |
| ---------------------------------------- | ------------------ | --------------- | --------- |
| Festival de Cine de Gramado              | Mejor fotografía   | Sergei Saldívar | Ganador   |
| Premio de los Estudiantes de Cine        | Mejor película     | Pablo Perelman  | Ganador   |
| Festival Internacional de Cine de Kerala | Premio del público | Pablo Perelman  | Ganador   |